# Nupserha latevitticollis
Nupserha latevitticollis är en skalbaggsart som beskrevs av Stefan von Breuning 1950. Nupserha latevitticollis ingår i släktet Nupserha och familjen långhorningar. Inga underarter finns listade i Catalogue of Life.